# Chiquinquirá (Maracaibo)
Pour les articles homonymes, voir Chiquinquira.

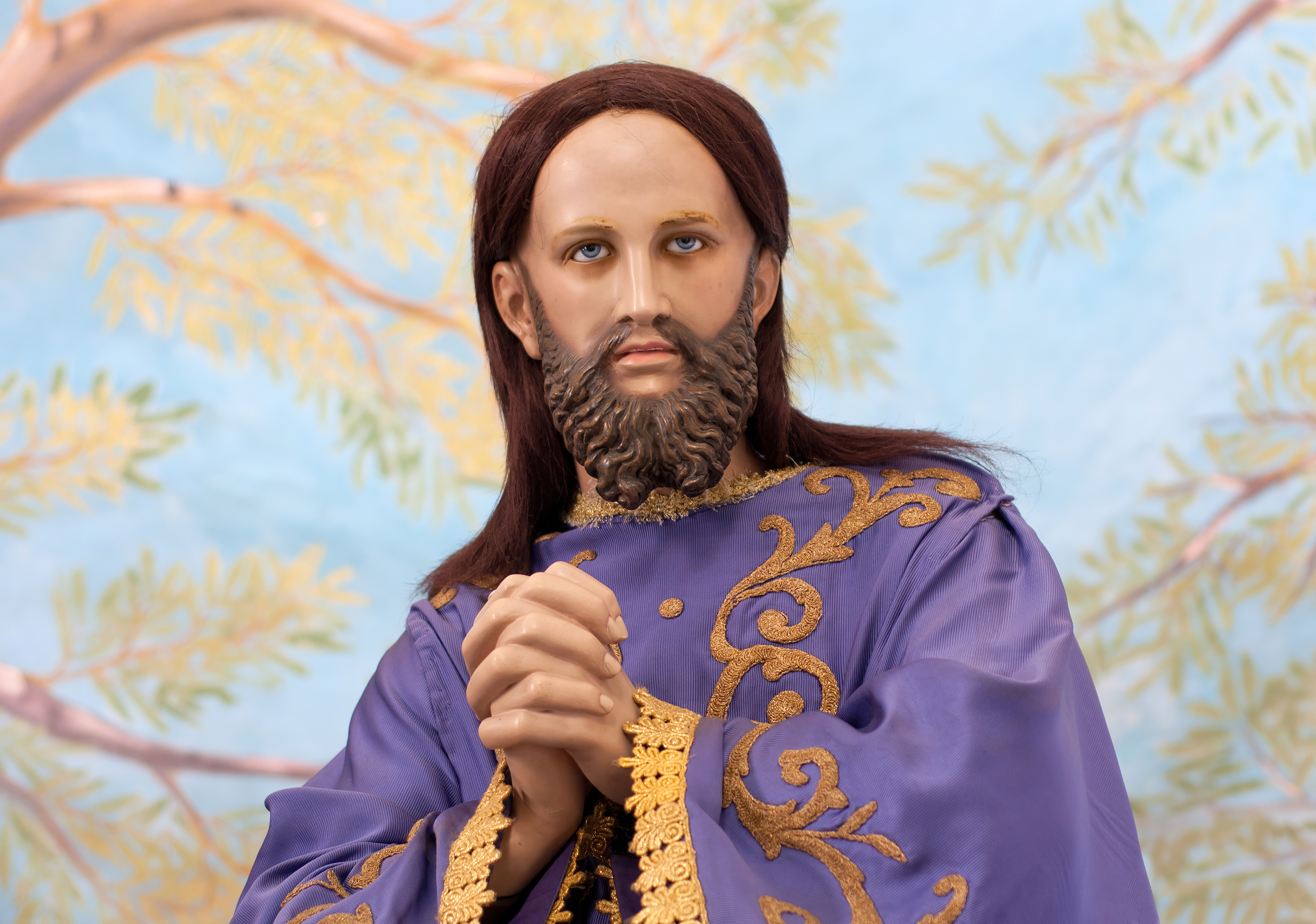
Une statue de nazaréen, en bois et cheveux humains, mise dans l'église de La Chiquinquira. Au XVIIe siècle, Caracas a été frappée par la peste. Un miracle s'est alors produit : le Nazaréen a trébuché sur le chemin de la procession, contre un citronnier, s'emmêlant dans ses branches, et une grande quantité de citrons tombant au sol. "Miracle, Miracle !" crièrent les habitants de Caracas, en prenant lesdits citrons pour leurs supposées propriétés curatives. Photo de la statue en mars 2013.

Chiquinquirá est l'une des dix-huit paroisses civiles de la municipalité de Maracaibo dans l'État de Zulia au Venezuela. Sa capitale est Maracaibo.